# Burey-en-Vaux
Burey-en-Vaux ist eine französische Gemeinde mit 157 Einwohnern (Stand 1. Januar 2022) im Département Meuse in der Region Grand Est (bis 2015 Lothringen); sie gehört zum Arrondissement Commercy und zum Gemeindeverband Communauté de communes de Commercy-Void-Vaucouleurs.

## Geografie
Burey-en-Vaux liegt rund 40 Kilometer westsüdwestlich von Nancy im Süden des Départements Meuse. Der Ort liegt am Canal de la Haute Meuse westlich der Maas, welche streckenweise die östliche Gemeindegrenze bildet. Der Westen der Gemeinde ist bewaldet (Bois de Burey).
Nachbargemeinden sind Montigny-lès-Vaucouleurs und Neuville-lès-Vaucouleurs im Norden, Sepvigny im Osten, Maxey-sur-Vaise im Südosten und Süden, Épiez-sur-Meuse im Süden sowie Badonvilliers-Gérauvilliers im Westen.

## Geschichte
Wie alle Orte der Gegend litt Burey-en-Vaux im Mittelalter unter Konflikten. Die schlimmsten Verwüstungen richteten der Hundertjährige Krieg und der Dreißigjährige Krieg an. Der Name der heutigen Gemeinde wurde im Jahr 870 unter dem lateinischen Namen Bureriacum erstmals in einem Dokument erwähnt. Im Mittelalter hatte der Ort bis 1766 zwei Herrschaften. Ein Teil von Burey-en-Vaux lag innerhalb der Champagne und gehörte zur Bailliage Chaumont. Der andere Teil zur Bailliage Lamarche im Herzogtum Lothringen. Von 1766 bis zur Französischen Revolution lag die Gemeinde im Grand-gouvernement de Lorraine-et-Barrois. 
Burey-en-Vaux gehörte von 1793 bis 1801 zum District Gondrecourt. Zudem seit 1793 zum Kanton Vaucouleurs. Die Gemeinde ist seit 1801 dem Arrondissement Commercy zugeteilt.

## Bevölkerungsentwicklung
Die Gemeinde teilt das Schicksal vieler Landgemeinden in Frankreich. Ab 1850 beginnt die Landflucht. Vom Höchststand 1851 bis zum Tiefststand 1999 verminderte sich die Anzahl Bewohner um 79,8 Prozent. In den letzten Jahrzehnten ist die Bevölkerung wieder stark gewachsen (1999–2016: +36 Prozent).
| Jahr                       | 1962 | 1968 | 1975 | 1982 | 1990 | 1999 | 2006 | 2011 | 2019 |
| Einwohner                  | 175  | 164  | 131  | 135  | 133  | 114  | 127  | 143  | 152  |
| Quellen: Cassini und INSEE |      |      |      |      |      |      |      |      |      |

## Sehenswürdigkeiten
- Schloss Château de Burey mit einer Statue von Jeanne d’Arc
- zahlreiche Häuser aus dem 17. und 18. Jahrhundert
- Dorfkirche Sainte-Libaire aus dem Jahr 1777; erweitert 1845
- Kapelle Sainte-Libaire aus dem 15. Jahrhundert und Friedhof
- Denkmal für die Gefallenen[1]
- Waschhaus (Lavoir) aus dem 19. Jahrhundert nahe dem Canal de la Haute Meuse
- mehrere Wegkreuze und ein Calvaire aus dem Jahr 1618

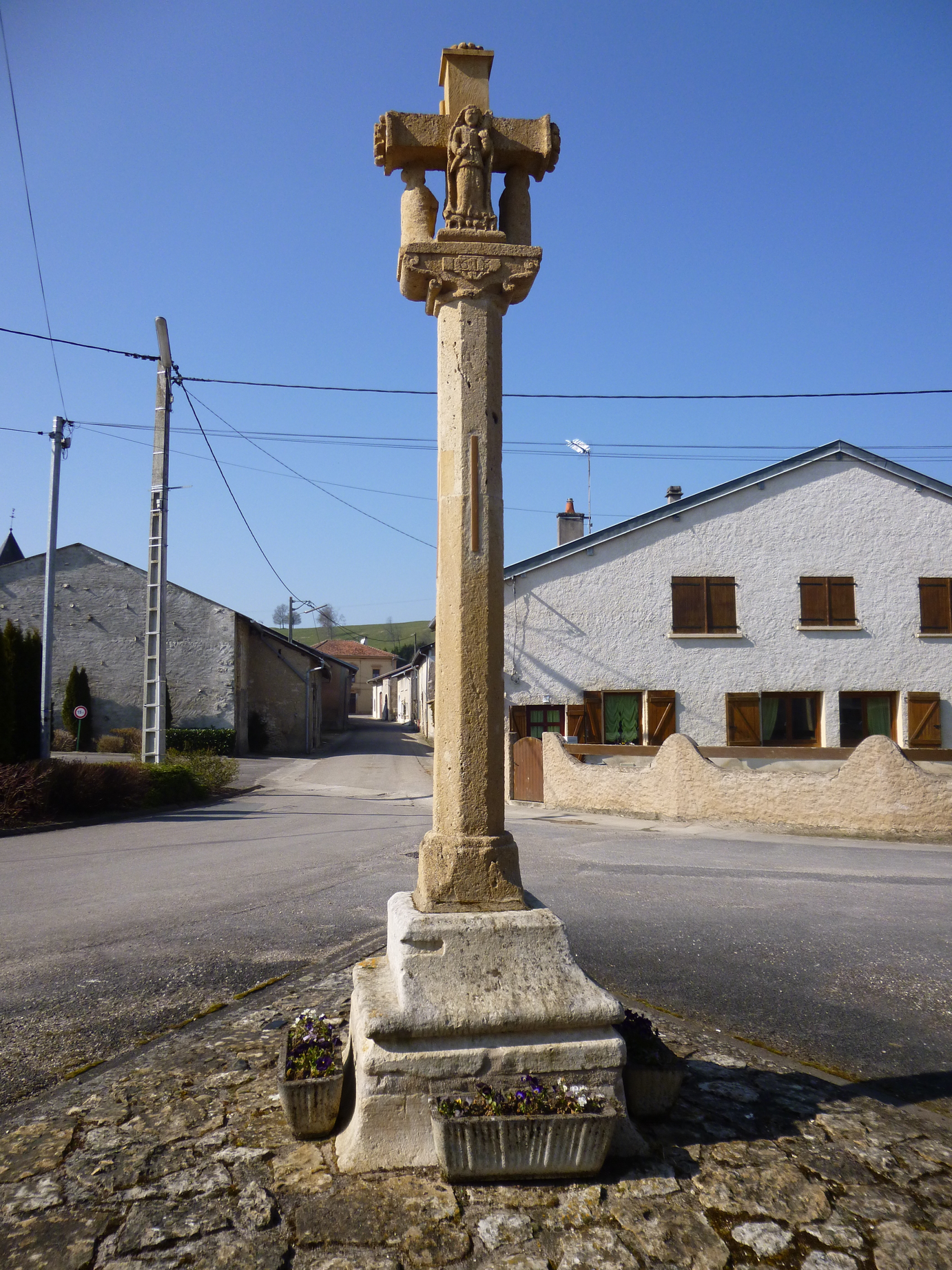
Calvaire im Dorfzentrum

## Verkehr
Verkehrstechnisch befindet sich die Gemeinde an der D964. Diese, die östlich verlaufende Europastraße 21 mit dem nächsten Anschluss in Allain und die wenige Kilometer nördlich verlaufende Route nationale 4 mit dem nächsten Anschluss in der Gemeinde Void-Vacon sind die wichtigsten Verkehrsverbindungen für die Gemeinde.
Nächstgelegener Bahnhof ist Pagny-sur-Meuse an der Bahnstrecke Paris–Straßburg in rund 16 Kilometer Entfernung. 